# Brandförsvarets grader i Rheinland-Pfalz
Brandförsvarets grader i Rheinland-Pfalz visar den hierarkiska ordningen vid brandkårerna i det tyska förbundslandet Rheinland-Pfalz.

## Brandmän
Brandmannaaspiranter genomgår en ettårig utbildning. För att antas som brandmannaaspirant krävs genomgången grundskola och genomförd lärlingsutbildning inom yrkesområde som är av betydelse för brandväsendet.
| Brandmeister/-in während der Laufbahnausbildung | Brandmeister/-in | Oberbrandmeister/-in | Hauptbrandmeister/-in |
| Brandmeister/-in während der Laufbahnausbildung | Brandmeister     | Oberbrandmeister     | Hauptbrandmeister     |
| brandmannaaspirant                              | brandman         | förste brandman      | brandförman           |

## Brandmästare
Brandmästaraspiranter genomgår en tvåårig verksamhetsförlagd utbildning. För att antas som brandmästaraspirant krävs examen motsvarande högskoleingenjör.
| Brandinspektorenanwärter/-in | Brandinspektor/-in | Brandoberinspektor/-in | Brandamtmann/-frau | Brandamtsrat/-rätin | Brandoberamtsrat/-rätin |
| Brandinspektorenanwärter     | Brandinspektor     | Brandoberinspektor     | Brandamtmann       | Brandamtsrat        | Brandoberamtsrat        |
| brandmästaraspirant          | brandmästare       | förste brandmästare    | överbrandmästare   | brandinspektör      | förste brandinspektör   |

## Brandingenjörer och brandchefer
Brandingenjörsaspiranter genomgår en tvåårig utbildning. För att antas som brandingenjörsaspirant krävs examen motsvarande civilingenjör.
| Brandreferendar/-in    | Brandrat/-rätin | Oberbrandrat/-rätin  | Branddirektor/-in | Leitende/-r Branddirektor/-in und Ministerialrat/-rätin        | Leitende/-r Ministerialrat/-rätin          | Landesfeuerwehrinspekteur/-in       |
| Brandreferendar        | Brandrat        | Oberbrandrat         | Branddirektor     | Leitender Branddirektor Ministerialrat                         | Leitender Ministerialrat                   | Landesfeuerwehrinspekteur           |
| brandingenjörsaspirant | brandingenjör   | förste brandingenjör | branddirektör     | brandöverdirektör avdelningschef vid delstatens brandmyndighet | biträdande delstatsbranchef (överdirektör) | delstatsbrandchef (generaldirektör) |

## Hjälmtecken
| Zugführer            | Führer von Verbänden                                            | Kreisfeuerwehrinspekteur                                                        |
| Wachabteilungsführer | Beamter des gehobenen feuerwehrtechnischen Dienstes, Wachführer | Beamter des höheren feuerwehrtechnischen Dienstes, Leiter einer Berufsfeuerwehr |
| styrkeledare         | brandmästare och brandinspektörer insatsledare                  | brandingenjörer och brandchefer räddningschef                                   |